# 道の駅明治の森・黒磯

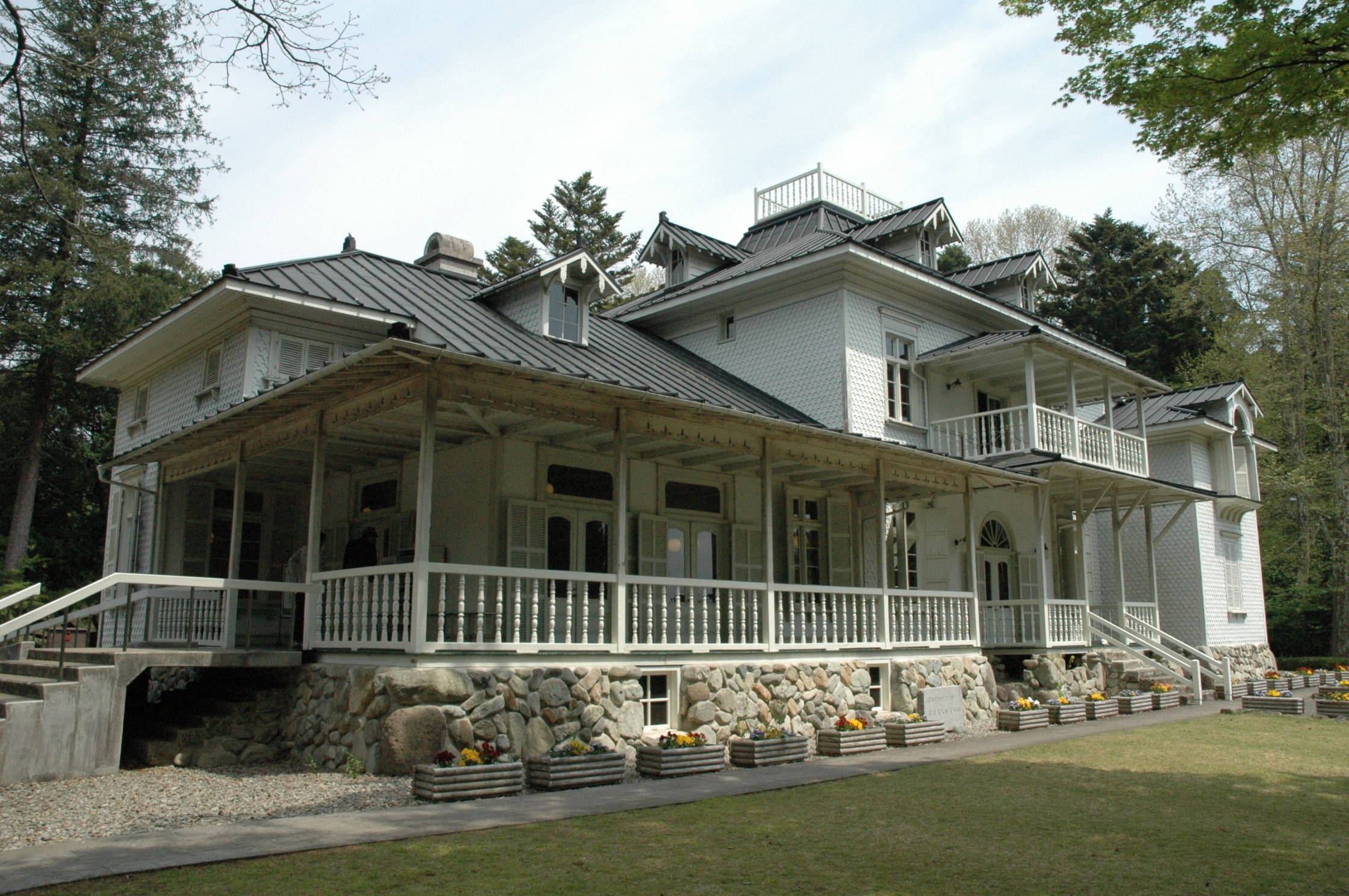
旧青木那須別邸。松ヶ崎萬長の建築。

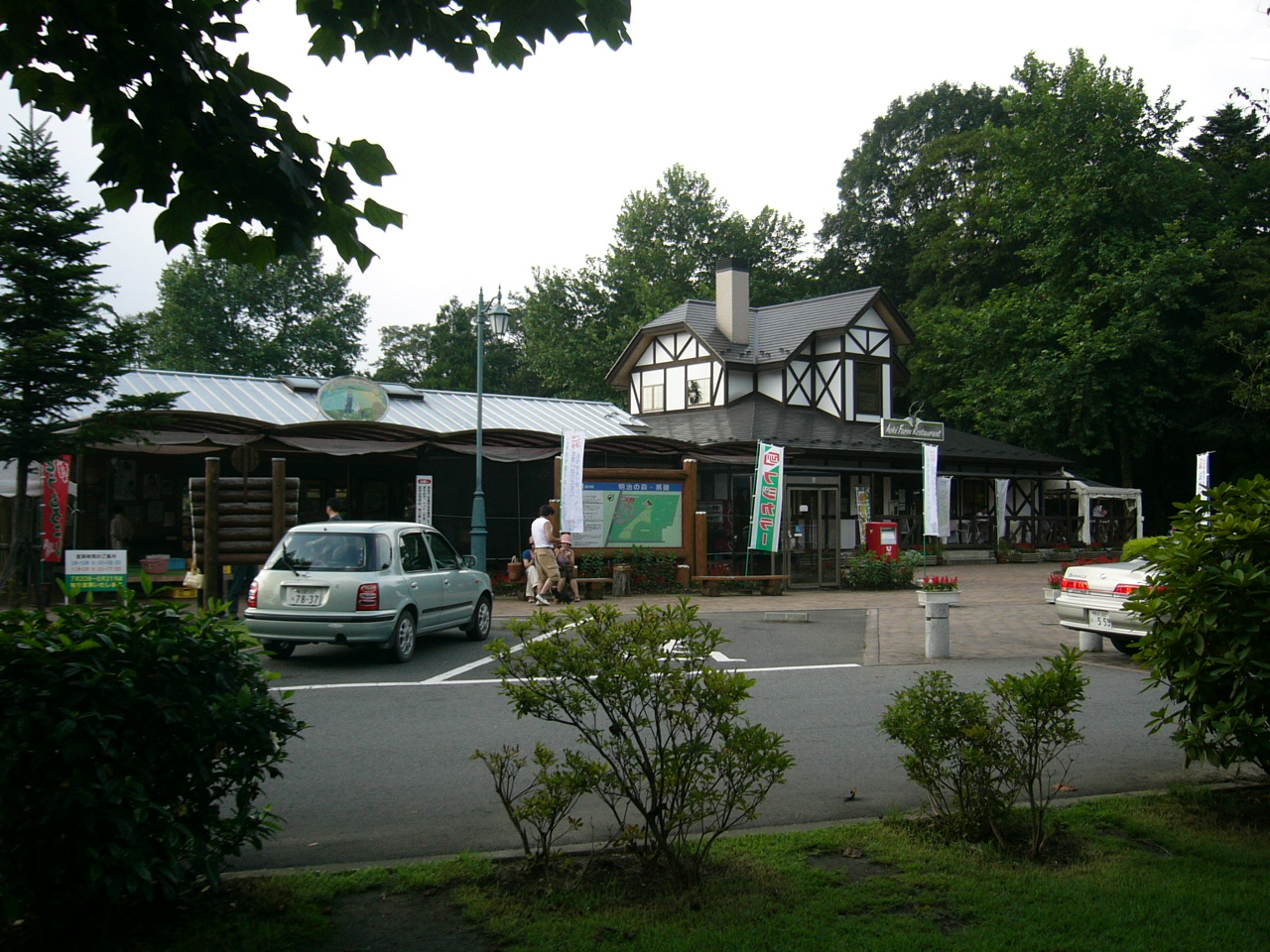
道の駅明治の森・黒磯（建て替え前）

道の駅明治の森・黒磯（みちのえき めいじのもり・くろいそ）は、栃木県那須塩原市にある栃木県道369号黒磯田島線の道の駅である。
1998年（平成10年）に開業後、老朽化により建て替えられ、2024年（令和6年）4月26日に再オープンした。リニューアルオープン後は那須塩原市（行政）のほか、酪農、農業、金融及び商工、各分野10団体が出資する株式会社明治の森市場の運営となった。隣接して旧青木家那須別邸（国指定重要文化財）を中心とする、とちぎ明治の森記念館（栃木県の県有施設）がある。

## 施設
2024年に整備された施設は鉄骨平屋建てで延床面積1182㎡である。
- 駐車場（普通車33台、大型車13台、身体障害者用2台）
- トイレ（男10、女8、身体障害者用1）
- 公衆電話
- 明治の森マーケット（直売所）[2]
- 明治の森ダイニング（レストラン）[2]
- 明治の森ミルクスタンド[2]
- 明治の森コミュニティ（多目的スペース）[2]
- 明治の森クラフト（工房）[2]

## アクセス
- 栃木県道369号黒磯田島線

## 周辺
- 那須IC
- 黒磯青木郵便局
- 那須塩原市立青木小学校